# 齋藤巧
齋藤 巧（さいとう たくみ、1988年8月16日 - ）は、埼玉県川越市出身のプロビーチサッカー選手。ソーマプライア沖縄所属。ポジションはALA。

## 来歴
浦和学院高等学校卒業後、各カテゴリーの国内リーグに所属。2014年からはビーチサッカーに転向し、ソーマプライア沖縄に移籍。現在はプロビーチサッカー選手以外にも、ソーマプライア沖縄オールフットボールスクールのコーチも務めている。

## 所属クラブ
- 2004年-2006年 浦和学院高等学校
- 2007年-2008年 日立栃木ウーヴァSC（現栃木シティFC）
- 2009年 JAPANサッカーカレッジ（CUPS聖籠）
- 2010年-2012年 tonan前橋
- 2013年 大成シティFC坂戸
- 2014年- ソーマプライア沖縄